# Matt Brown
Matthew Burton Brown, född 10 januari 1981 i Jamestown i Ohio, är en amerikansk MMA-utövare som sedan 2008 tävlar i organisationen Ultimate Fighting Championship.